# Chaetodon trichrous
Chaetodon trichrous là một loài cá biển thuộc chi Cá bướm (phân chi Lepidochaetodon) trong họ Cá bướm. Loài này được mô tả lần đầu tiên vào năm 1874.

## Từ nguyên
Tính từ định danh trichrous được ghép bởi hai âm tiết trong tiếng Latinh: tiền tố tri ("ba") và chrous ("màu của da"), hàm ý không rõ, có lẽ đề cập đến ba màu sắc trên cơ thể của loài cá này: đầu trắng, thân nâu và đuôi vàng.

## Phạm vi phân bố và môi trường sống
C. trichrous là loài đặc hữu của Polynésie thuộc Pháp, được tìm thấy chủ yếu tại đảo Tahiti (quần đảo Société), đảo Rapa Iti (quần đảo Australes), quần đảo Marquises và Tuamotu.
C. trichrous sống tập trung trên các rạn san hô viền bờ ở độ sâu khoảng 3–25 m.

## Mô tả
C. trichrous có chiều dài cơ thể lớn nhất được ghi nhận là 12 cm. Loài này có màu nâu với những hàng vảy trắng. Đầu và một phần thân trước có màu trắng với một dải đen băng dọc qua mắt. Miệng có đốm nâu. Vây lưng và vây hậu môn có dải viền trắng xanh ở rìa. Vây đuôi có màu vàng tươi (rìa sau trong suốt), vạch sọc trắng ở gốc. Vây ngực trong suốt. Vây bụng nâu sẫm.
Số gai ở vây lưng: 13; Số tia vây ở vây lưng: 21–23; Số gai ở vây hậu môn: 3; Số tia vây ở vây hậu môn: 17–19; Số gai ở vây bụng: 1; Số tia vây ở vây bụng: 5.

## Sinh thái học
Thức ăn của C. trichrous chủ yếu là động vật phù du. Tuy cũng ăn san hô nhưng C. trichrous không hoàn toàn phụ thuộc vào nguồn thức ăn này.
C. trichrous thường kết đôi với nhau, nhưng cũng có thể hợp thành các nhóm nhỏ. C. trichrous sống theo chế độ một vợ một chồng, và trong một cặp, cá đực lớn hơn cá cái nhưng cá cái lại có tỉ lệ kiếm ăn cao hơn cá đực. Cả hai cùng nhau tuần tra lãnh thổ chung của chúng.

## Thương mại
C. trichrous hầu như không xuất hiện trong ngành kinh doanh cá cảnh.